# BrahMos-II
ブラモス-II またはブラモス-2 またはブラモス Mark IIはロシアのNPO マシノストロイェニヤとインドの防衛研究開発局(DRDO)合同のブラモスエアロスペースにおいて共同開発中の極超音速巡航ミサイル。ブラモス系列の2番目の巡航ミサイルである。ブラモスエアロスペースではアブドゥル・カラームに敬意を表してブラモス-II(K)と呼称している。未確認の報告によると、ブラモス-IIはロシアの極超音速巡航ミサイル3M22 ツィルコンの派生型であり、ロシアの超音速ミサイルP-800に基づいた共同設計ともされている。

## 概要
ブラモス-IIは射程が450kmで、速度がマッハ7に達する予定。飛行時の巡航時はスクラムジェットエアブリージングジェットエンジンで推進する。最高速度は現行のブラモスの2倍で順調に開発が進めば世界で最速の巡航ミサイルになる。
ロシアはブラモス-IIがマッハ5を超えるための秘密の燃料の組成を開発中である。
ミサイルの製造費用と寸法等の詳細はまだ公開されていない。
複数の派生型の設計が2011年10月に完了して2012年から試験が開始された。2020年から試験する予定。
ロシアの第4世代の多目的駆逐艦(リデル級)にも装備される可能性がある。

## 登場作品

### ゲーム
『Modern Warships』
プレイヤーが使用できるミサイルとして登場。